# Veneració

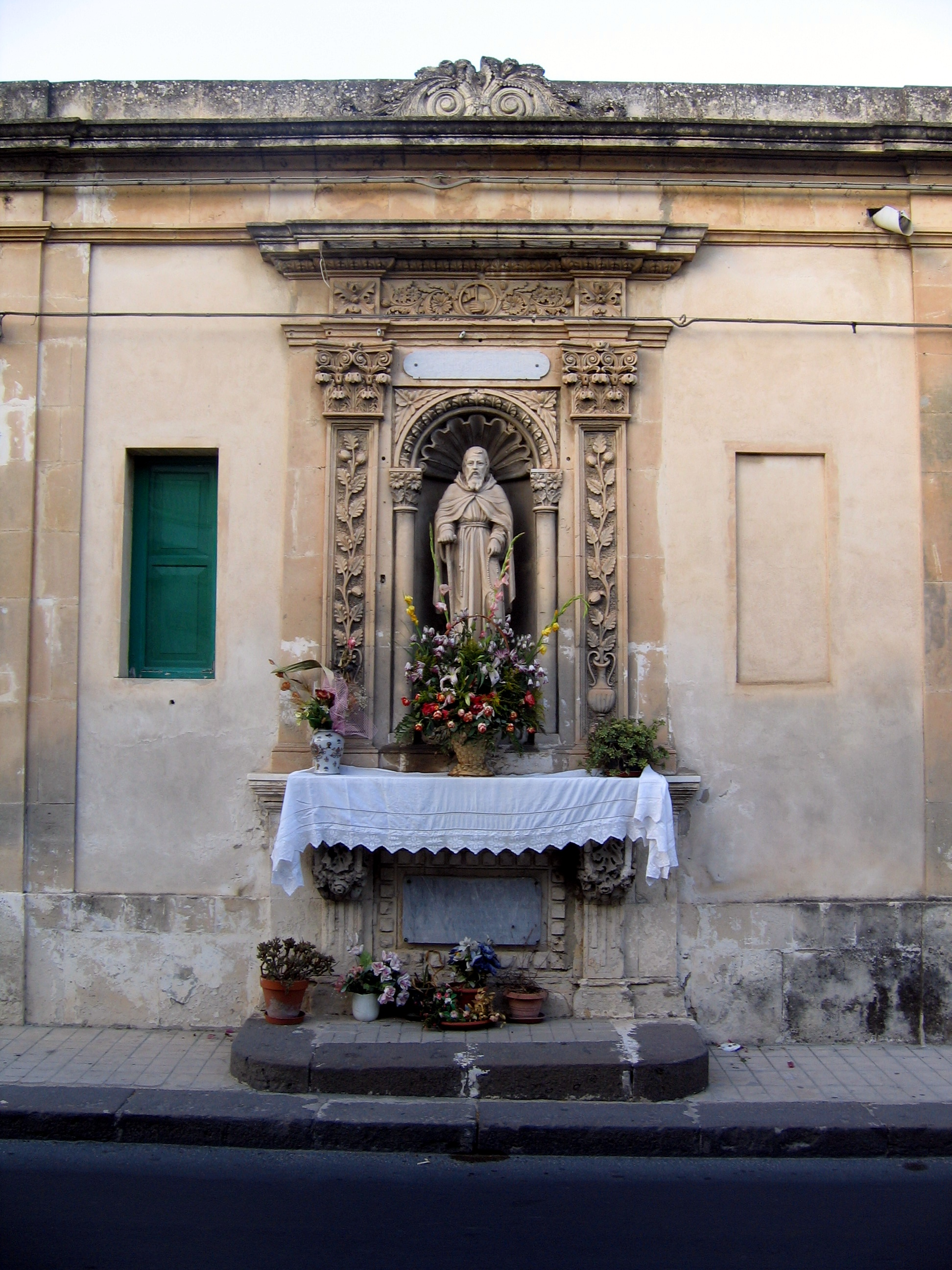
Veneració a sant Corrado

La veneració és un acte de culte que els creients de la majoria de religions fan cap als sants o persones que estan en procés de canonització. Els àngels reben una veneració similar en moltes religions. El terme venerar, filològicament deriva del terme llatí venerare, que vol dir tractar amb reverència i respecte. Generalment la veneració dels sants es practica, de manera formal o informal, per part dels creients de totes les religions, com els cristians, els jueus, els hinduistes, els musulmans. i els budistes.
Dins del cristianisme, la veneració té característiques particulars en cada branca cristiana, però totes tenen algun procediment per a dur a terme la canonització i glorificació dels seus membres. En diverses branques cristianes la veneració es manifesta exteriorment amb una inclinació del cap en senyal de respecte o bé fent el senyal de la creu al davant d'unes determinades relíquies, una escultura o una icona d'un sant. També es pot manifestar la veneració fent un pelegrinatge a indrets associats amb sants. Els iconoclastes consideren que la veneració és una heretgia.
Els jueus no fan cap reconeixement formal als sants, però mostren un gran respecte pels seus herois i màrtirs. En algunes regions, com per exemple al Marroc, hi ha una llarga tradició de veneració als sants.
L'Hinduisme també manifesta una veneració als sants als gurús i mestres de santedat, tant vius com morts. Inclouen el culte litúrgic oficial dels sants amb una classificació dels graus de santedat.
A l'Islam, la veneració dels sants és practicat per la secta xiïta i l'anomenat sufisme, i en moltes parts del sud-est d'Àsia, juntament amb tradicions locals. En canvi hi ha altres sectes com el sunnisme, que no en volen sentir a parlar.